# Knut Erik Johannessen
Knut Erik Johannessen (Oslo, 7 settembre 1955) è un ex sciatore alpino norvegese.

## Biografia
Slalomista puro, Johannessen conquistò il primo risultato internazionale ai Mondiali di Garmisch-Partenkirchen 1978 (14º) e l'unico piazzamento in Coppa del Mondo il 7 febbraio 1979 a Oslo (19º); ai XIII Giochi olimpici invernali di Lake Placid 1980, sua unica presenza olimpica, non completò la gara e il suo ultimo risultato agonistico fu la medaglia d'argento vinta ai Campionati norvegesi nel 1982.

## Palmarès

### Coppa del Mondo
- Miglior piazzamento in classifica generale: 79º nel 1979

### Campionati norvegesi
- 6 medaglie[senza fonte] (dati parziali fino alla stagione 1974-1975):
  - 2 ori (slalom speciale nel 1977; slalom speciale nel 1979)[1]
  - 2 argenti[senza fonte] (slalom speciale[2] nel 1975; slalom speciale nel 1982)
  -  2 bronzi (slalom speciale nel 1978; slalom speciale nel 1981)[senza fonte]